# 𝼌
Cette page contient des caractères spéciaux ou non latins. S’ils s’affichent mal (▯, ?, etc.), consultez la page d’aide Unicode.
La lettre ech bouclé double barre (sans majuscule) est une lettre additionnelle de l’alphabet latin utilisée par certains auteurs comme symbole non standard de l’alphabet phonétique international. Elle est composée de la lettre ech ‹ ʃ › avec une boucle et une double barre inscrite.

## Utilisation
Dans les années 1930, la lettre ech bouclé double barre a été proposé par Douglas Beach (en) comme symbole de l’alphabet phonétique international pour représenter un clic palatal nasalisé, composé du symbole ech double barré ‹ 𝼋 › du clic palatal et d’une boucle pour la nasalisation.

## Représentation informatique
Le lettre ech bouclé double barre possède la représentation Unicode suivante (Latin étendu G) :
| formes     | représentations | chaînes de caractères | points de code | descriptions                                           |
| ---------- | --------------- | --------------------- | -------------- | ------------------------------------------------------ |
| unicaméral | 𝼌               | 𝼌                     | U+1DF0C        | lettre latine minuscule ech bouclé bouclé double barre |